# Radio El Wafa Fidélité
Radio El Wafa Fidélité a été reconnue officiellement en 1986 par le ministère de la communauté française.
L’équipe de Radio El Wafa Fidélité était  composée de 10 animateurs.
Avec ses 60 heures d’antenne hebdomadaires Radio El Wafa Fidélité était composé d'information, d'interviews, de débats avec des personnalités venant de tous les horizons.
Radio El Wafa Fidélité avait ouvert ses ondes et collabore avec diverses associations de tous sortes.
En 2008 Radio El Wafa Fidélité n'est plus autorisé à émettre sur la FM à cause du plan fréquence 2008

## Ancienne fréquence
- Bruxelles : 106.8